# Lucian Ippolitowitsch Klimowitsch
Lucian Ippolitowitsch Klimowitsch (russisch Люциан Ипполитович Климович/Ljuzijan Ippolitowitsch Klimowitsch; * 22. Septemberjul. / 5. Oktober 1907greg. in Kasan; † 19. Juli 1989 in Moskau) war ein sowjetischer Orientalist und Islamwissenschaftler.

## Leben
Klimowitsch beendete 1929 sein Studium an der Staatlichen Universität Sankt Petersburg. 1933 erhielt er dortselbst einen Lehrstuhl. 
Von 1934 bis 1953 unterrichtete er an der Staatlichen Landesuniversität Moskau (Московский государственный областной университет) und von 1960 bis 1989 am Maxim-Gorki-Literaturinstitut.
Er gilt als ein bedeutender Vertreter der sowjetischen Islam- und orientalischen Studien. Er untersuchte die Ursprünge des Islam aus Sicht des historischen Materialismus, anknüpfend an Überlegungen von Michail Andrejewitsch Reissner. Klimowitsch negierte die Historizität Mohammeds und hielt den Koran für ein Werk späterer Zeit. Er war Mitglied im Verband der kämpfenden Gottlosen. 1947 wurde er Mitglied der KPdSU. Den Höhepunkt seiner Laufbahn erlebte Klimowitsch unter Chruschtschow am Gorki-Literaturinstitut. Er hatte einen starken Einfluss auf das Islamverständnis der Partei.

## Werke
- Борьба за освобождение женщины Востока и религия, 1933
- Ислам в царской России, 1936
- Ислам и женщина, 1958
- Книга о Коране, его происхождении и мифологии, 1988

## Nachweise
1. ↑  http://inarah.de/sammelbaende-und-artikel/inarah-1/some-aspects-of-the-history-of-koranic-criticism/ A Personal Look at Some Aspects of the History of Koranic Criticism, 19th and 20th centuries, von Ibn Warraq
2. ↑  Archivierte Kopie (Memento vom 14. Juli 2014 im Internet Archive) The State's Conceptualization of Islam in Soviet Central Asia, 1954-64, von Eren Murat Tasar

| Personendaten    | Personendaten                                                                 |
| ---------------- | ----------------------------------------------------------------------------- |
| NAME             | Klimowitsch, Lucian Ippolitowitsch                                            |
| ALTERNATIVNAMEN  | Климович, Люциан Ипполитович (russisch); Klimowitsch, Ljuzijan Ippolitowitsch |
| KURZBESCHREIBUNG | sowjetischer Orientalist und Islamwissenschaftler                             |
| GEBURTSDATUM     | 5. Oktober 1907                                                               |
| GEBURTSORT       | Kasan                                                                         |
| STERBEDATUM      | 19. Juli 1989                                                                 |
| STERBEORT        | Moskau                                                                        |